# Mathilde Altaraz
Mathilde Altaraz, née à Grenoble le 17 février 1948, est une danseuse française fondatrice avec Jean-Claude Gallotta en 1979 du Groupe Émile-Dubois qui constitue la compagnie du chorégraphe basé à la MC2 de Grenoble.

## Biographie
Mathilde Altaraz suit une formation de danse classique dès l'âge de sept ans. Tout en suivant des études de médecine (en pneumo-physiologie), elle pratique la danse au conservatoire de Grenoble au milieu des années 1970 et fait la rencontre à cette occasion de Jean-Claude Gallotta dont elle devient la collaboratrice et la compagne,. Ensemble ils fondent en 1979 le Groupe Émile-Dubois qui constitue l'un des pôles de recherche chorégraphique de la Nouvelle danse française au début des années 1980. Elle participe en tant que danseuse et assistante à la création des principales pièces du chorégraphe dont les célèbres ballets Ulysse (1981), Daphnis é Chloé (1982), Mammame (1985), et Docteur Labus (1988). Lors de la recréation d'Ulysse pour le ballet de l'Opéra de Paris en 1995, elle est chargée des répétitions du corps de ballet. En 1999, Jean-Claude Gallotta lui écrit le solo L'Incessante alors qu'elle avait décidé de quitter la scène depuis près d'une dizaine d'années. Elle n'a cependant jamais chorégraphié de pièces préférant le travail de répétition et les ajustements en aval à la création qu'elle laisse à Gallotta, se partageant ainsi les rôles selon leurs préférences.

## Principales chorégraphies
En tant que danseuse
- 1976 : En attendant
- 1976 : Le Temps d'une histoire, prix au Concours chorégraphique international de Bagnolet
- 1981 : Ulysse
- 1982 : Daphnis é Chloé
- 1984 : Les Aventures d'Ivan Vaffan
- 1985 : Mammame
- 1986 : Les Louves et Pandora
- 1988 : Docteur Labus
- 1999 : L'Incessante
- 2002 : 99 duos
- 2005 : Les Sept Péchés capitaux

En tant qu'assistante-répétitrice
- 1995 : Les Variations d'Ulysse pour le Ballet de l'Opéra de Paris
- 2003 : Trois générations
- 2006 : Des gens qui dansent
- 2007 : Bach danse expérience
- 2011 : Daphnis é Chloé
- 2012 : Yvan Vaffan

## Distinction
- Commandeur de l'ordre des Arts et des Lettres (2013, officier 1996)[8]